# اچ‌ام‌اس پومونه (۱۸۰۹)
اچ‌ام‌اس پومونه (۱۸۰۹) (به انگلیسی: HMS Pomone (1809)) یک کشتی است که طول آن ۱۵۲ فوت ۰ اینچ (۴۶٫۳ متر) می‌باشد. این کشتی در سال ۱۸۰۹ ساخته شد.